# Jinsheng
Jinsheng (kinesiska: 金声) är en socken i sydvästra Kina. Den ligger i Zhong härad i storstadsområdet Chongqing, omkring 170 kilometer nordost om det centrala stadsdistriktet Yuzhong. Antalet invånare är 9 690. Befolkningen består av 4 755 kvinnor och 4 935 män. Barn under 15 år utgör 23,0 %, vuxna 15-64 år 60 %, och äldre över 65 år 16,0 %.